# Sonderdienst Seehaus

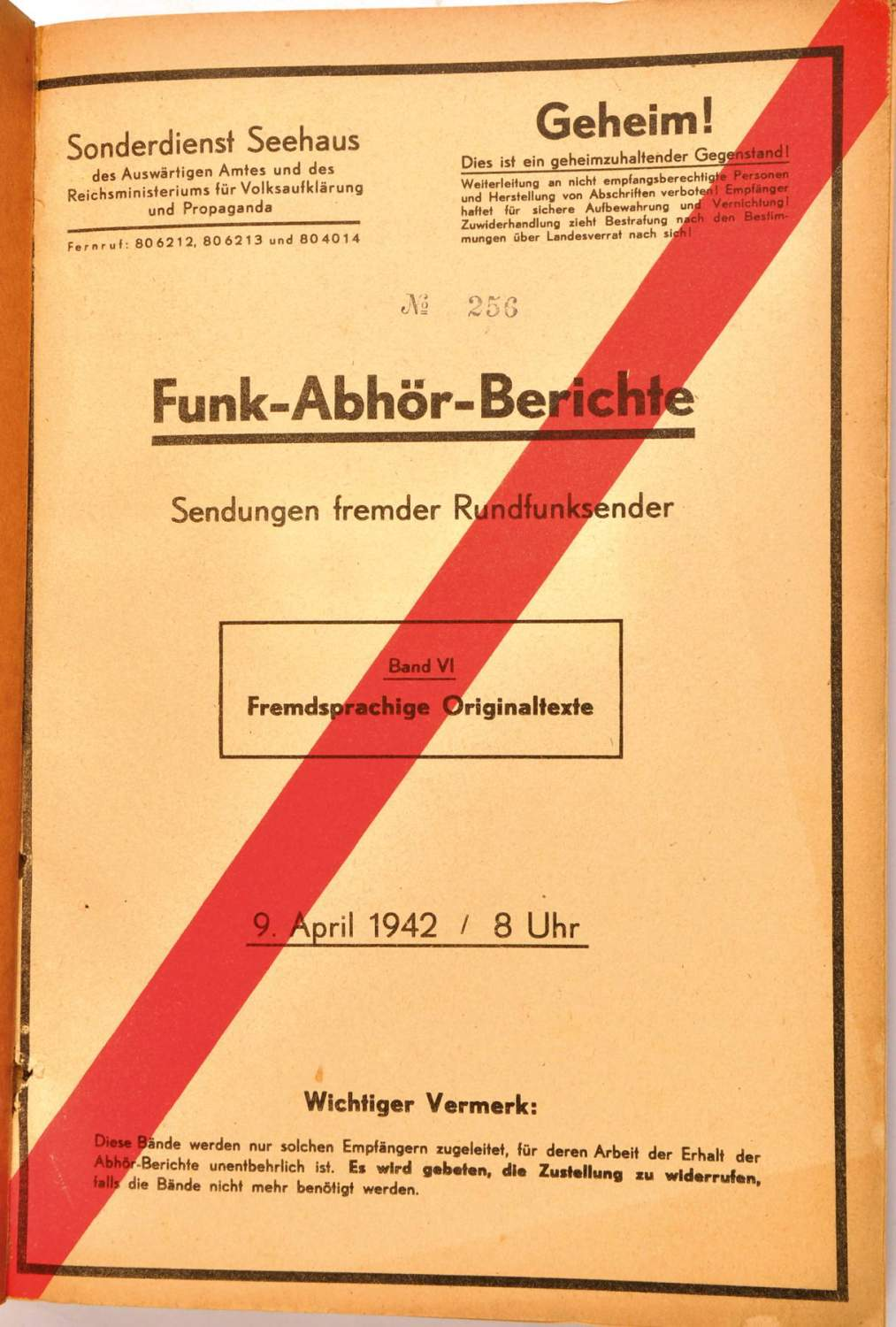
Funk-Abhör-Bericht vom April 1942

Sonderdienst Seehaus war eine Dienststelle für Beschaffung und Auswertung von Informationen mittels Mithörens ausländischer Rundfunksender im Deutschen Reich in Berlin-Wannsee, vergleichbar dem Monitoring-Dienst der BBC im Vereinigten Königreich oder dem Foreign Broadcast Information Service in den Vereinigten Staaten.
Bei Beginn des Zweiten Weltkrieges wurden die Aufgaben eines Rundfunk-Mithördienstes von verschiedenen Dienststellen (Forschungsamt, Sonderdienst Landhaus) wahrgenommen. Getarnt als Rundfunktechnische Versuchsanstalt wurden Spezialantennen installiert, um die größte und wichtigste Rundfunkabhöranlage im Deutschen Reich zu betreiben. 1940 fasste man diese Dienststellen im „Sonderdienst Seehaus“ zusammen, der im Schwedenpavillon, Am Großen Wannsee 28–30, untergebracht war. Ab 1941 wurde der Dienst an die „Deutsche Auslandsrundfunkgesellschaft Interradio AG“ übergeben und zunächst nur dem Auswärtigen Amt, ab 22. Oktober 1941 parallel auch dem Reichsministerium für Volksaufklärung und Propaganda mit den Außenstellen in Paris, Bukarest, Marseille, Monte Carlo, Shanghai (bei Radio XGRS) und zeitweilig Rom unterstellt.
1941 bis 1945 wurden Sendungen rund um die Uhr in 36 Sprachen, soweit deren Wortprogramme für die politische und militärische Führung sowie für die Rundfunkpropaganda im Zweiten Weltkrieg von Bedeutung sein konnten, mitgehört. Um die 500 Mitarbeiter („Monitore“), Offiziere und Übersetzer waren in dem seit 1942 streng abgeschirmten Sonderdienst Seehaus beschäftigt. Sie lieferten einen Tagesbericht ähnlich dem Daily Digest of Foreign Broadcasts der BBC an eine im Kriegsverlauf abnehmende Zahl dazu berechtigter Empfänger. Mitte April 1945, während der Schlacht um Berlin, wurde der Sonderdienst in Omnibussen nach Südwestdeutschland evakuiert. Joseph Goebbels beauftragte 1942 Wilhelm Canaris mit einer Untersuchung des Seehauses wegen Defätismus-Verdachtes und drängte auf eine Einschränkung seiner Verbreitung bei der Wehrmacht und zivilen Stellen. Tatsächlich waren die meisten dort tätigen Leute als Antinazis unter den Eingeweihten der deutschen Widerstandsbewegung bekannt und wurden der „Sabotage–Club“ genannt.
Von Mitte Dezember 1944 ist eine Übersicht der Seehaus-Nebenstellen datiert, demzufolge waren in Waldkappel, Bad Nauheim, Bad Mergentheim, Dobel, Sigmaringen, Oberlauterbach, Prag, Graz, Wien und Plessow bei Werder/Havel Einrichtungen dieser Art.
Im Winter 1946/47 verbrachte Daniel Lerner acht Tonnen Unterlagen des Sonderdienstes Seehaus in die Vereinigten Staaten für die Library of Congress. Heute lagern diese in der Hoover Library, Stanford (Kalifornien). Weitere befinden sich im Bundesarchiv Hoppegarten.